# Asiatische Radsportmeisterschaften 2011
Die 31.  Asiatischen Radsportmeisterschaften (31st Asian Cycling Championships) fanden vom 8. bis 19. Februar 2011 in Nakhon Ratchasima, Thailand, statt. Veranstalter war die Asian Cycling Confederation (ACC).
Gleichzeitig fanden die 19. Asiatischen Junioren Radsportmeisterschaften statt. Zum ersten Mal fanden auch paralympische Wettbewerbe statt. Die Bahnwettbewerbe wurden auf dem Cheras Velodrome ausgetragen. Am Start waren Sportler und Sportlerinnen aus 21 Nationen. Es fanden Entscheidungen in 23 Disziplinen statt.
Das Einzelzeitfahren und das Straßenrennen der Männer waren in der Kategorie CC Teil der UCI Asia Tour 2011. Das Zeitfahren fand am 17. Februar, das Straßenrennen zwei Tage später statt. Der Kirgise Eugen Wacker und der Japaner Yukiya Arashiro sicherten sich die Titel, der Iraner Hossein Askari errang zweimal Bronze.

## Ergebnisse

### Straßenradsport

#### Männer
| Disziplin        | Platz | Land | Athlet              | Zeit                  |
| ---------------- | ----- | ---- | ------------------- | --------------------- |
| Einzelzeitfahren | 1     | KGZ  | Eugen Wacker        | 56:51,70 (48,52 km/h) |
|                  | 2     | KAZ  | Dmitri Grusdew      | 58:04,02              |
|                  | 3     | IRI  | Hossein Askari      | 58:08,48              |
|                  | 4     | JPN  | Yukiya Arashiro     | 58:28,02              |
|                  | 5     | UZB  | Murodjon Xolmurodov | 58:48,02              |

Termin: 17. Februar

Länge: 46 km
| Disziplin     | Platz | Land | Athlet              | Zeit                 |
| ------------- | ----- | ---- | ------------------- | -------------------- |
| Straßenrennen | 1     | JPN  | Yukiya Arashiro     | 3:40:01 (43,09 km/h) |
|               | 2     | UZB  | Murodjon Xolmurodov | + 0:01 min           |
|               | 3     | IRI  | Hossein Askari      | + 0:33 min           |
|               | 4     | KOR  | Gyung Gu Jang       | + 0:35 min           |
|               | 5     | KAZ  | Dmitri Grusdew      | + 0:42 min           |

Termin: 19. Februar

Länge: 158 km

#### Frauen
| Disziplin        | Platz | Land              | Athlet            |
| ---------------- | ----- | ----------------- | ----------------- |
| Straßenrennen    | 1     | Chinesisch Taipeh | Hsiao Mei Yu      |
|                  | 2     | Südkorea          | Gu Sungeun        |
|                  | 3     | Thailand          | Jutatip Maneephan |
| Einzelzeitfahren | 1     | Thailand          | Chanpeng Nontasin |
|                  | 2     | Südkorea          | Son Eun-ju        |
|                  | 3     | Hongkong          | Jamie Wong        |

### Bahnradsport

#### Männer
| Disziplin             | Platz | Land                | Athlet                                                  |
| --------------------- | ----- | ------------------- | ------------------------------------------------------- |
| Sprint                | 1     | Japan               | Tsubasa Kitatsuru                                       |
|                       | 2     | Volksrepublik China | Zhang Miao                                              |
|                       | 3     | Malaysia            | Azizulhasni Awang                                       |
| Teamsprint            | 1     | Volksrepublik China | Zhang Lei Zhang Miao Cheng Changsong                    |
|                       | 2     | Japan               | Kazuki Amagai Tsubasa Kitatsuru Kota Asai               |
|                       | 3     | Malaysia            | Josiah Ng Mohd Edrus Yunus Mohd Rizal Tisin             |
| Keirin                | 1     | Japan               | Kota Asai                                               |
|                       | 2     | Malaysia            | Josiah Ng                                               |
|                       | 3     | Malaysia            | Azizulhasni Awang                                       |
| Zeitfahren (1 km)     | 1     | Malaysia            | Mohd Rizal Tisin                                        |
|                       | 2     | Volksrepublik China | Zhang Miao                                              |
|                       | 3     | Südkorea            | Han Jae-ho                                              |
| Einerverfolgung       | 1     | Südkorea            | Jang Sun-jae                                            |
|                       | 2     | Iran                | Alireza Haghi                                           |
|                       | 3     | Japan               | Kazushige Kuboki                                        |
| Mannschaftsverfolgung | 1     | Südkorea            | Park Sung-baek Park Keon-woo Jang Sun-jae Park Seon-ho  |
|                       | 2     | Hongkong            | Cheung King-lok King Wai Cheung Kwok Ho Ting Choi Ki Ho |
|                       | 3     | Japan               | Kazushige Kuboki Yu Motosuna Taiji Nishitani Ryu Sasaki |
| Scratch               | 1     | Südkorea            | Jang Sun-jae                                            |
|                       | 2     | Iran                | Arvin Moazzemi                                          |
|                       | 3     | Thailand            | Turakit Boonratanathanakorn                             |
| Punktefahren          | 1     | Iran                | Mohammad Rajablou                                       |
|                       | 2     | Südkorea            | Park Sung-baek                                          |
|                       | 3     | Malaysia            | Adiq Husainie Othman                                    |
| Omnium                | 1     | Südkorea            | Cho Ho-sung                                             |
|                       | 2     | Hongkong            | Kwok Ho Ting                                            |
|                       | 3     | Japan               | Kazuhiro Mori                                           |
| Madison               | 1     | Hongkong            | Kwok Ho Ting Choi Ki Ho                                 |
|                       | 2     | Iran                | Alireza Haghi Mohammad Rajabloo                         |
|                       | 3     | Japan               | Kazushige Kuboki Taiji Nishitani                        |

#### Frauen
| Disziplin             | Platz | Land                | Athlet                                   |
| --------------------- | ----- | ------------------- | ---------------------------------------- |
| Sprint                | 1     | Volksrepublik China | Guo Shuang                               |
|                       | 2     | Volksrepublik China | Lin Junhong                              |
|                       | 3     | Hongkong            | Lee Wai-sze                              |
| Teamsprint            | 1     | Volksrepublik China | Lin Junhong Gong Jinjie                  |
|                       | 2     | Südkorea            | Lee Eunji Kim Won-Gyeong                 |
|                       | 3     | Hongkong            | Lee Wai-sze Meng Zhao Juan               |
| Keirin                | 1     | Volksrepublik China | Guo Shuang                               |
|                       | 2     | Südkorea            | Park Eun-mi                              |
|                       | 3     | Volksrepublik China | Gong Jinjie                              |
| Zeitfahren (500 m)    | 1     | Hongkong            | Lee Wai-sze                              |
|                       | 2     | Volksrepublik China | Guo Shuang                               |
|                       | 3     | Malaysia            | Fatehah Mustapa                          |
| Einerverfolgung       | 1     | Südkorea            | Lee Ju-mi                                |
|                       | 2     | Thailand            | Chanpeng Nontasin                        |
|                       | 3     | Volksrepublik China | Wu Chaomei                               |
| Mannschaftsverfolgung | 1     | Volksrepublik China | Jiang Fan Liang Jing Jiang Wenwen        |
|                       | 2     | Südkorea            | Lee Min-hye Na Ah-reum Kim Yu-ri         |
|                       | 3     | Hongkong            | Meng Zhao Juan Jamie Wong Diao Xiao Juan |
| Scratch               | 1     | Chinesisch Taipeh   | Tseng Hsiao-chia                         |
|                       | 2     | Hongkong            | Jamie Wong                               |
|                       | 3     | Thailand            | Jutatip Maneephan                        |
| Punktefahren          | 1     | Südkorea            | Na Ah-reum                               |
|                       | 2     | Volksrepublik China | Wu Chaomei                               |
|                       | 3     | Hongkong            | Jamie Wong                               |
| Omnium                | 1     | Südkorea            | Lee Min-hye                              |
|                       | 2     | Thailand            | Jutatip Maneephan                        |
|                       | 3     | Japan               | Minami Uwano                             |

## Medaillenspiegel
|       | Nation              |    |    |    | Gesamt |
| ----- | ------------------- | -- | -- | -- | ------ |
| 1     | Südkorea            | 7  | 6  | 1  | 14     |
| 2     | Volksrepublik China | 5  | 5  | 2  | 12     |
| 3     | Japan               | 3  | 1  | 5  | 9      |
| 4     | Hongkong            | 2  | 3  | 5  | 10     |
| 5     | Chinesisch Taipeh   | 2  |    |    | 2      |
| 6     | Iran                | 1  | 3  | 2  | 6      |
| 7     | Thailand            | 1  | 2  | 3  | 6      |
| 8     | Malaysia            | 1  | 1  | 5  | 7      |
| 9     | Kirgisistan         | 1  |    |    | 1      |
| 10    | Kasachstan          |    | 1  |    | 1      |
| 10    | Usbekistan          |    | 1  |    | 1      |
| Total | Total               | 23 | 23 | 23 | 69     |